# Grafschaft Pfirt
Die Grafschaft Pfirt mit dem Hauptort Pfirt (französisch Ferrette) im Elsass entstand im 11. Jahrhundert aus der Herrschaft über die Burg Hohenpfirt. Den Grafen von Pfirt unterstand das südliche Oberelsass.

## Geschichte
1324 kam die Grafschaft durch die Ehe der Erbin Johanna von Pfirt mit Albrecht II., Herzog von Österreich, an die Habsburger. Die formelle Belehnung durch den Fürstbischof von Basel erfolgte im Jahr darauf (1325). Unter den Habsburgern wurde die Grafschaft als Teil von Vorderösterreich verwaltet. 1469 verpfändete Siegmund von Österreich-Tirol die Grafschaft Pfirt an Herzog Karl den Kühnen von Burgund, durch die Ehe von dessen Tochter mit Maximilian von Österreich fiel sie zurück an die Habsburger. Durch den Westfälischen Frieden 1648 sollte Pfirt als Comté de Ferrette an das Königreich Frankreich fallen, das die Grafschaft schließlich 1650 in Besitz nahm. König Ludwig XIV. schenkte die Grafschaft 1659 Kardinal Mazarin.

## Liste der Grafen von Pfirt

### Haus Scarponnois

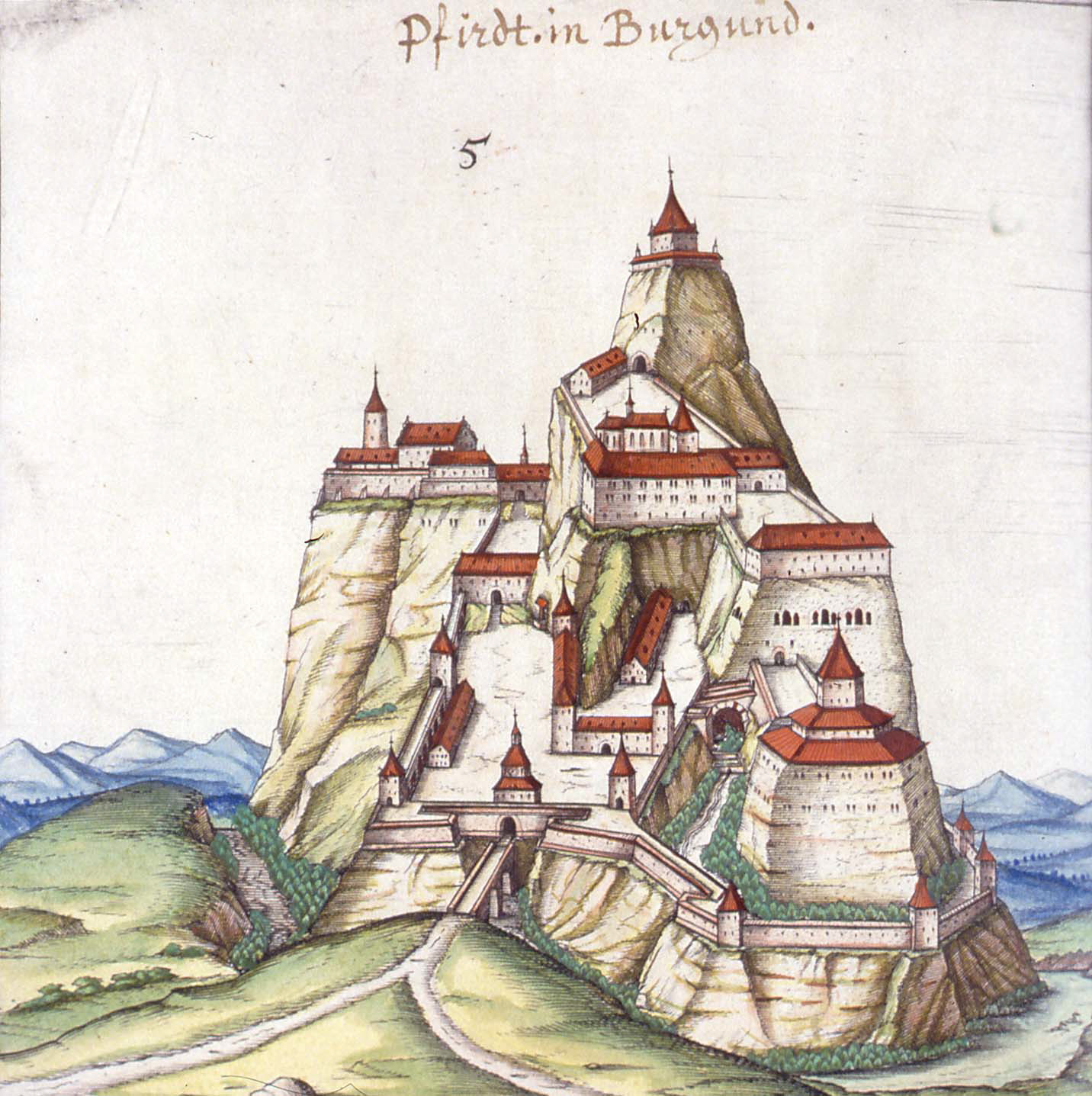
Burg Hohenpfirt, erbaut ab 1125 (um 1589, heute Ruine)

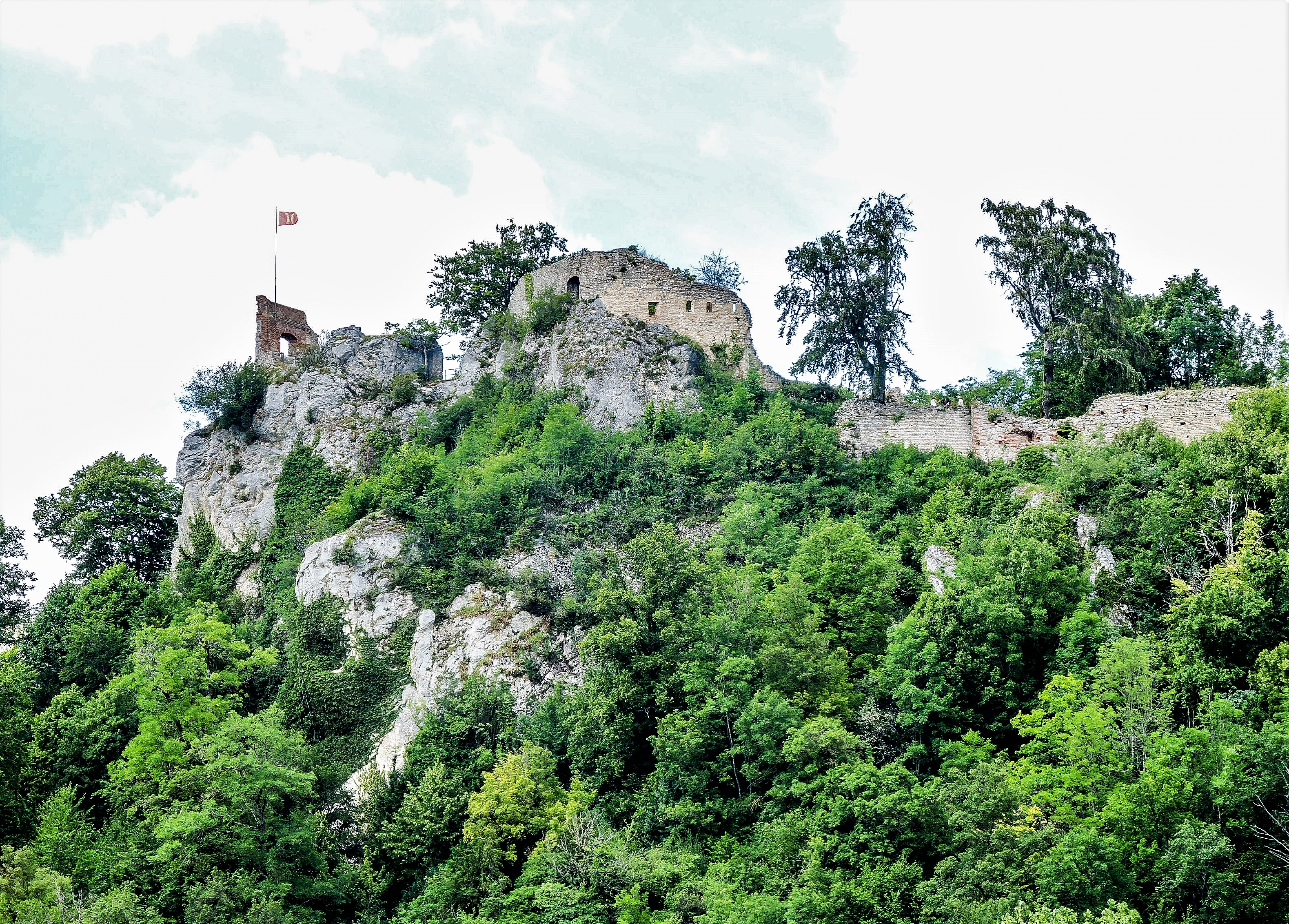
Burg Hohenpfirt heute (Juni 2020)

- Ludwig von Mousson, Graf, Herr von Mousson, 1042 castellanus in Mömpelgard, Altkirch und Pfirt, † 1073/76
- Dietrich I., Graf in Altkirch und Pfirt, 1033 in Bar, † 1102/05, Sohn Ludwigs
- Friedrich I., 1125 Graf von Pfirt, † wohl 1160, Sohn Dietrichs
- Ludwig I., 1161 Graf von Pfirt, † 1180, Sohn Friedrichs I., ⚭ Richenza von Habsburg
- Ulrich I., 1194 Graf von Pfirt, † 1197, Sohn Ludwigs I.
- Ludwig II., Graf von Pfirt, † 1189, Bruder Ulrichs I.
- Friedrich II., 1194 Graf von Pfirt, † 1234, Sohn Ludwigs II.
- Ulrich II., 1227 Graf von Pfirt, † 1275, Sohn Friedrichs II.
- Ludwig III. der Grimmel, 1227 Graf von Pfirt, † 1236, Bruder Ulrichs II.
- Theobald, 1271 Graf von Pfirt, 1292/97 Landvogt im Elsass, † 1310/11, Sohn Ulrichs II. ⚭ Katharina von Klingen-Altenklingen, verwitwete von Lichtenberg
- Ulrich III., 1311 Graf von Pfirt, † 1324, Sohn Theobalds
- Johanna, 1324 Gräfin von Pfirt, † 1352, Tochter des Grafen Ulrich III.; ⚭ 1324 Albrecht von Habsburg (II. Herzog von Österreich)

### Haus Habsburg
- Albrecht II., Herzog von Österreich, 1324 Graf von Pfirt, † 1358
- Rudolf IV., Herzog von Österreich, † 1365
- Leopold III., Herzog von Österreich, † 1386
- Albrecht III., Herzog von Österreich, † 1395
- Leopold IV., Herzog von Österreich, † 1406
- Friedrich IV., Graf von Tirol, † 1439
- Siegmund, Graf von Tirol, † 1490

### Haus Burgund
- Karl der Kühne, Herzog von Burgund und Luxemburg, † 1477
- Maria von Burgund, Herzogin von Burgund und Luxemburg, † 1482; ⚭ 1477 Maximilian von Österreich, 1508 Kaiser

### Haus Habsburg
- Karl V., Kaiser, † 1558
- Ferdinand I., Kaiser, † 1564
- Ferdinand II., 1567 Graf von Tirol, † 1595
- Rudolf II., Kaiser, † 1612

[...]